# عذاب المسيح (فلم)
عذاب المسيح (بالإنجليزية: Agony of Christ) هو فيلم غاني صدر عام 2009 من إخراج فرانك راجا أراس.

## القصّة
تدور قصّة الفيلم عن شابٍ هرب من قوانين القرية لأنهم أرادوا قتله، فأنقذهُ بعض المسيحيين الذين دربوه على معرفة المسيحية حتى اعتبر نفسه أنه وُلد من جديد. عاد إلى قريته حيث كانوا يعبدون آلهة أقل شأنًا، فكانت لديه مهمة تحويل كل فردٍ في القرية إلى مسيحي، لكن كاهنة الأرض لم تسمح بحدوث ذلك ودخلت معه في معركة روحيّة لثنيه عن ذلك.

## طاقم التمثيل
هذه قائمةٌ بأبرز الممثلين والممثلات الذين شاركوا في تصوير الفيلم:
- مجيد ميشيل
- نادية بوري
- كوفي أدجورلولو
- إيدي نارتي
- نانا هايفورد